# Ліндгерст (Нью-Джерсі)
Ліндгерст (англ. Lyndhurst) — селище (англ. village) в США, в окрузі Берген штату Нью-Джерсі. Населення — 22 519 осіб (2020).

## Демографія
Згідно з переписом 2010 року, у селищі мешкали 20 554 особи в 8337 домогосподарствах у складі 5395 родин. Було 8787 помешкань
Расовий склад населення:
| - 83,0 % — білих - 6,6 % — азіатів - 2,0 % — чорних або афроамериканців - 0,2 % — корінних американців - 5,6 % — осіб інших рас |

До двох чи більше рас належало 2,7 %. Частка іспаномовних становила 18,3 % від усіх жителів.
За віковим діапазоном населення розподілялося таким чином: 18,9 % — особи молодші 18 років, 65,4 % — особи у віці 18—64 років, 15,7 % — особи у віці 65 років та старші. Медіана віку мешканця становила 40,3 року. На 100 осіб жіночої статі у селищі припадало 92,6 чоловіків;  на 100 жінок у віці від 18 років та старших — 90,4 чоловіків також старших 18 років.
Середній дохід на одне домашнє господарство  становив 87 021 долар США (медіана — 70 344), а середній дохід на одну сім'ю — 105 593 долари (медіана — 90 344). Медіана доходів становила 61 112 долари для чоловіків та 51 612 долари для жінок. За межею бідності перебувало 8,8 % осіб, у тому числі 5,6 % дітей у віці до 18 років та 7,7 % осіб у віці 65 років та старших.
Цивільне працевлаштоване населення становило 10 273 особи. Основні галузі зайнятості: освіта, охорона здоров'я та соціальна допомога — 20,0 %, науковці, спеціалісти, менеджери — 12,1 %, роздрібна торгівля — 10,5 %.